# Lembursawah (Cicantayan)
Lembursawah is een bestuurslaag in het regentschap Sukabumi van de provincie West-Java, Indonesië. Lembursawah telt 9241 inwoners (volkstelling 2010).